# Walvisbaailagune
De Walvisbaailagune (Engels: Walvis Bay Lagoon) is een lagune met drasland eromheen aan de Atlantische Oceaankust van Namibië. De lagune ligt bij de havenstad Walvisbaai aan de gelijknamige baai.

## Natuur en omgeving
Het gebied, dat speciale bescherming geniet onder de Conventie van Ramsar, heeft een oppervlakte van 12.600 hectare en is de thuisbasis van honderdduizenden vogels van ten minste 40 soorten. Ook zijn hier verschillende dolfijnen, walvissen en zeldzame vissen zoals de maanvis te vinden. Volgens de zomertelling van februari 2017 werden er bijna 119.000 vogels geteld van onder andere de volgende vogelsoorten te vinden:
| Soort               | Zomertelling (Aantal) | Zomertelling (Aantal) | Zomertelling (Aantal) | Zomertelling (Aantal) | Wintertelling (Aantal) | Wintertelling (Aantal) | Wintertelling (Aantal) | Wintertelling (Aantal) | Wintertelling (Aantal) |
| Soort               | 2013                  | 2015                  | 2017                  | 2018                  | 2010                   | 2017                   | 2018                   | 2019                   |                        |
| ------------------- | --------------------- | --------------------- | --------------------- | --------------------- | ---------------------- | ---------------------- | ---------------------- | ---------------------- | ---------------------- |
| Roze pelikaan       |                       | 499                   | 1108                  |                       |                        |                        |                        |                        |                        |
| Geoorde fuut        | 16.494                | 367                   | 0                     |                       |                        |                        |                        | 2976                   |                        |
| Kaapse aalscholver  |                       | 407                   | 26.200                |                       |                        |                        |                        |                        |                        |
| Kluut               |                       |                       | 615                   | 6647                  |                        |                        |                        |                        |                        |
| Witborstaalscholver |                       | 37                    | 38                    |                       |                        |                        |                        |                        |                        |
| Kleine zilverreiger |                       | 85                    | 81                    |                       |                        |                        |                        |                        |                        |
| Blauwe reiger       |                       | 30                    | 29                    |                       |                        |                        |                        |                        |                        |
| Koereiger           |                       | 0                     | 3                     |                       |                        |                        |                        |                        |                        |
| Flamingo            |                       | 36.367                | 18.609                | 43.000                |                        |                        |                        | 36.477                 |                        |
| Kleine flamingo     |                       | 20.192                | 19.300                | 6.036                 | 2945                   |                        |                        | 29.252                 |                        |
| Kaapse taling       |                       | 5055                  | 616                   |                       |                        |                        |                        |                        |                        |
| Kaapse casarca      |                       | 14                    | 7                     |                       |                        |                        |                        |                        |                        |
| Kaapse slobeend     |                       | 0                     | 6                     |                       |                        |                        |                        | 75                     |                        |
| Wad- en kustvogels  |                       | 41.119                | 42.985                | 22.018                |                        |                        |                        |                        |                        |
| Meeuwen en sterns   |                       | 12.340                | 8987                  | 8565                  |                        |                        |                        |                        |                        |
| Scholekster         |                       | 1                     | 0                     |                       |                        |                        |                        |                        |                        |
| Tureluur            |                       | 1                     | 0                     |                       |                        |                        |                        |                        |                        |
| Grauwe franjepoot   |                       | 60                    | 35                    |                       |                        |                        |                        |                        |                        |
| Totaal              |                       |                       | ~119.000              |                       | 110.300                | 54.412                 | 80.729                 | 75.176                 |                        |

### Important Bird Area
De baai en lagune zijn samen door BirdLife International aangewezen als Important Bird Area vanwege het belang voor significante populaties van Afrikaanse zwarte scholekster, damarastern, drieteenstrandloper, geoorde fuut, grote kuifstern, Kaapse plevier, kelpmeeuw, kleine flamingo, kluut, krombekstrandloper, reuzenstern, rode flamingo, steenloper, vale strandplevier, visdief, zilverplevier en andere watervogels.